# Ophiocomina nigra
Ophiure noire
Espèce
Ophiocomina nigra, communément appelé Ophiure noire, est une espèce d'ophiures de la famille des Ophiuridae.

## Description

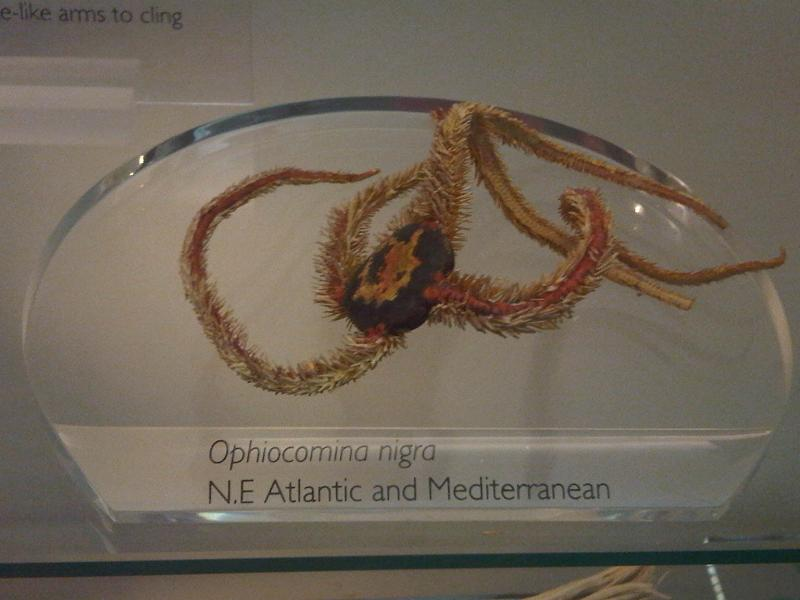
Ophiure noire naturalisée.

Comme la plupart des ophiures, l'ophiure noire est formée d'un disque central mou et aplati autour duquel rayonnent 5 bras allongés et effilés, permettant une reptation rapide.
Le disque central rigide mesure 3 cm de diamètre maximum, il est pentagonal et finement granuleux ; il est d'ordinaire d'un noir profond mais peut être décoré de motifs bruns. Les cinq bras sont relativement longs (jusqu'à 15 cm), et s'affinent vers la pointe ; ils sont généralement noirs mais parfois eux aussi décorés de brun. Le long des bras, de chaque côté, se trouve une rangée d'écailles qui ont pris la forme de piquants (10 à 14 par segment), et disposés en peigne.

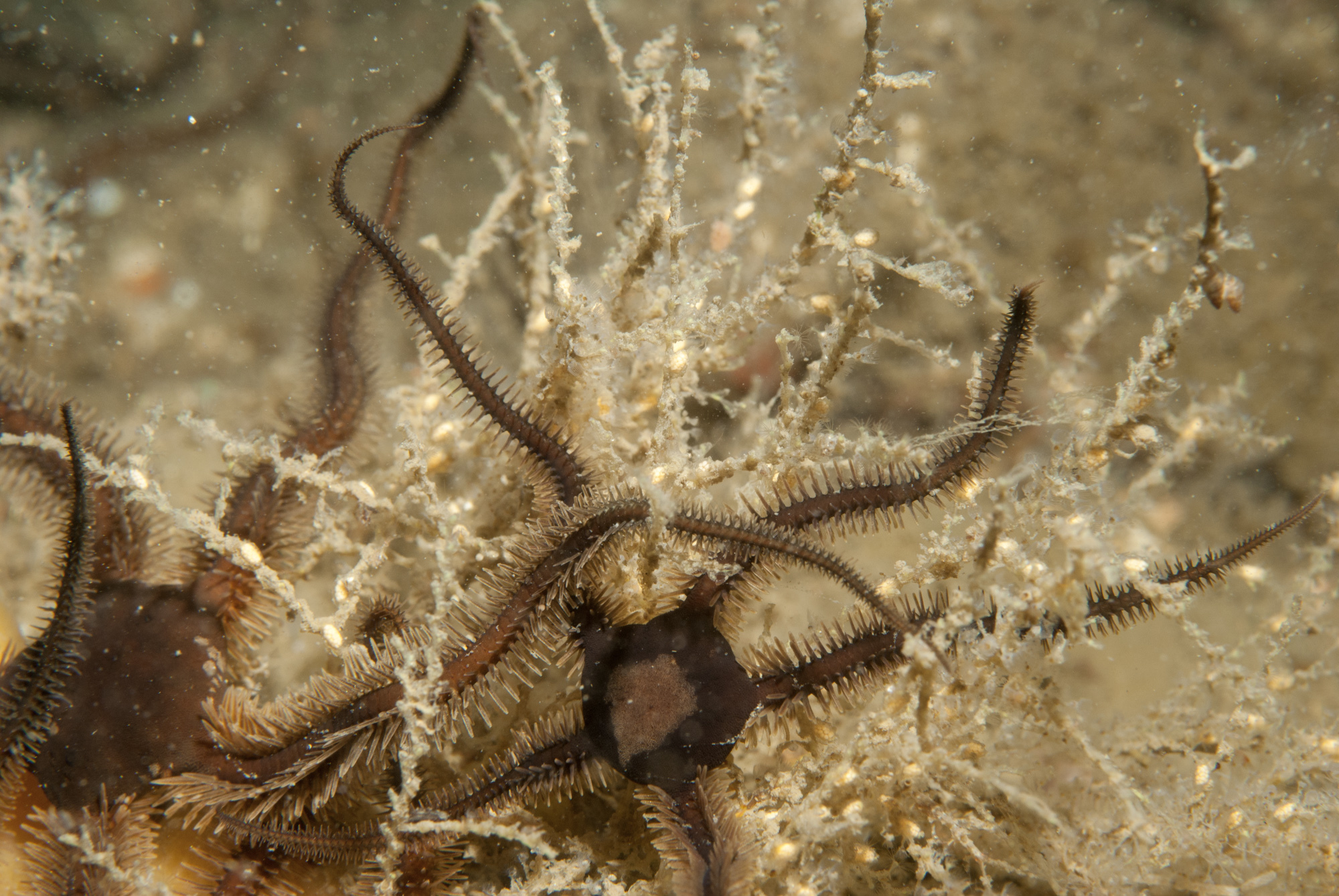
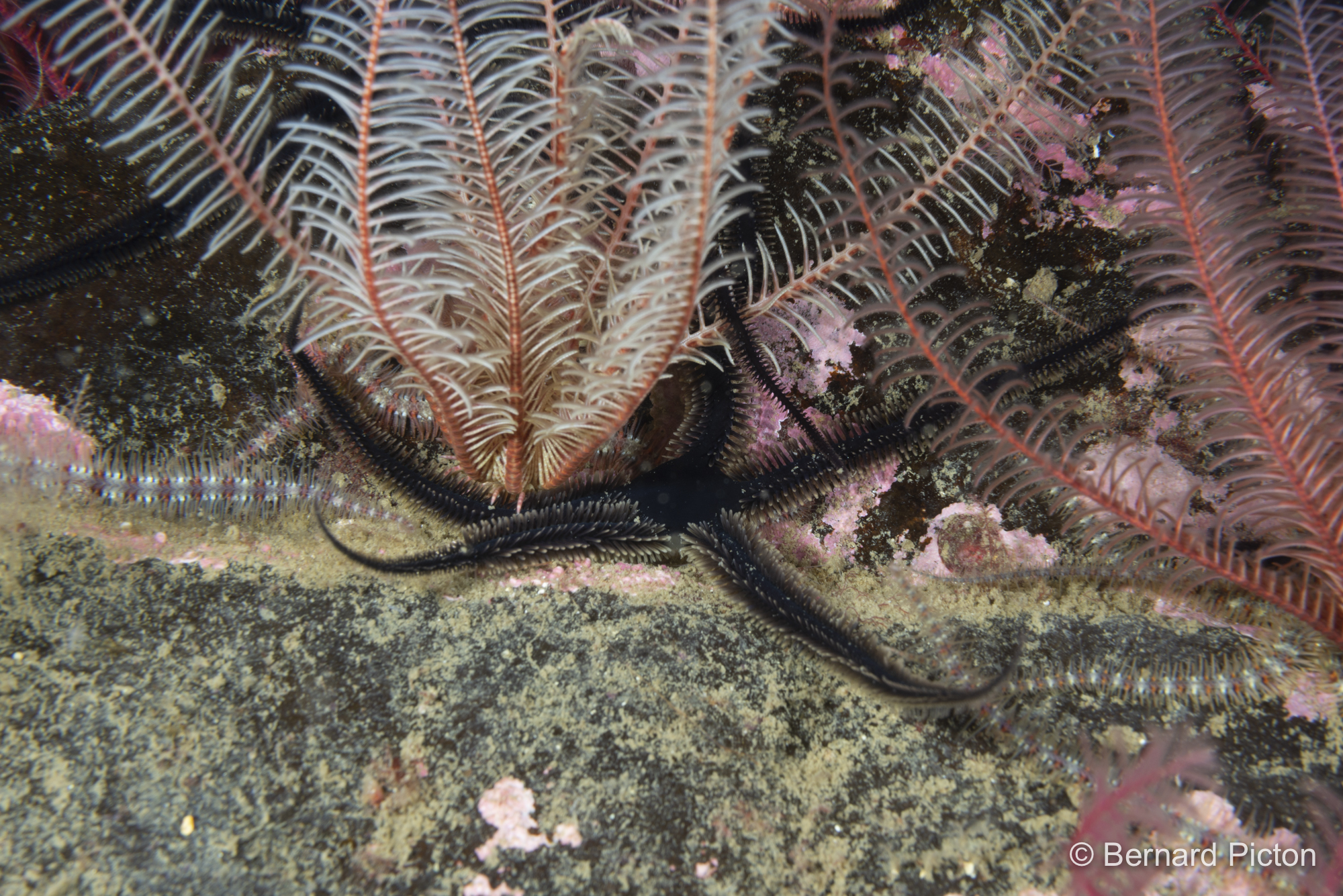
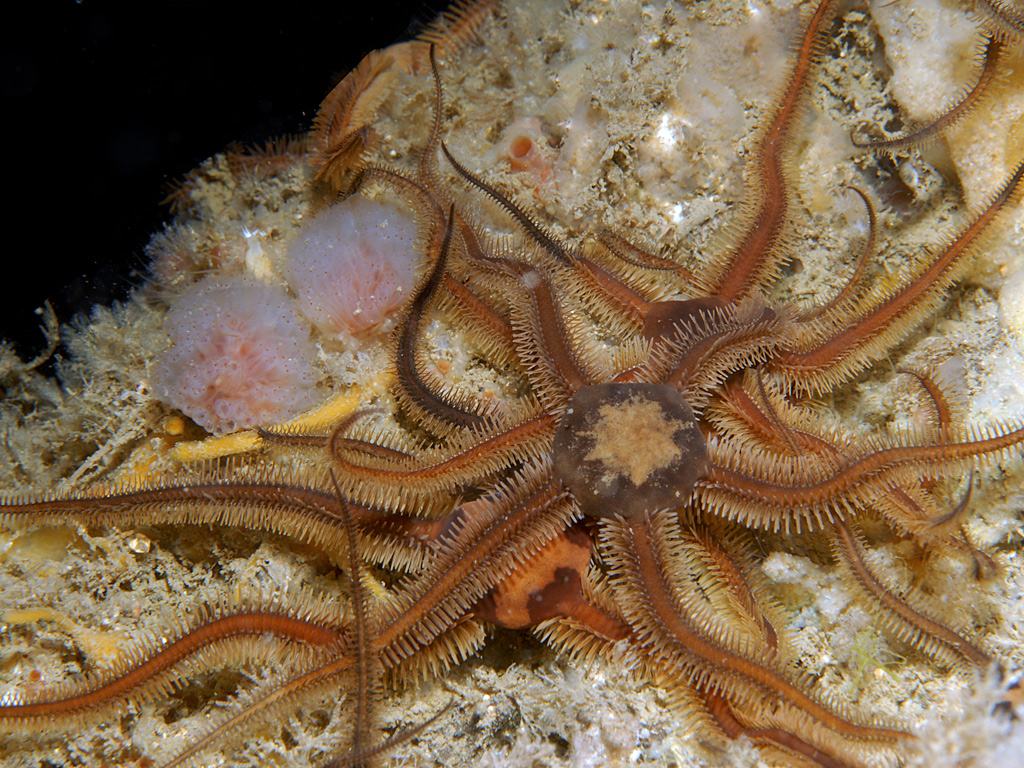
Variantes de coloration.
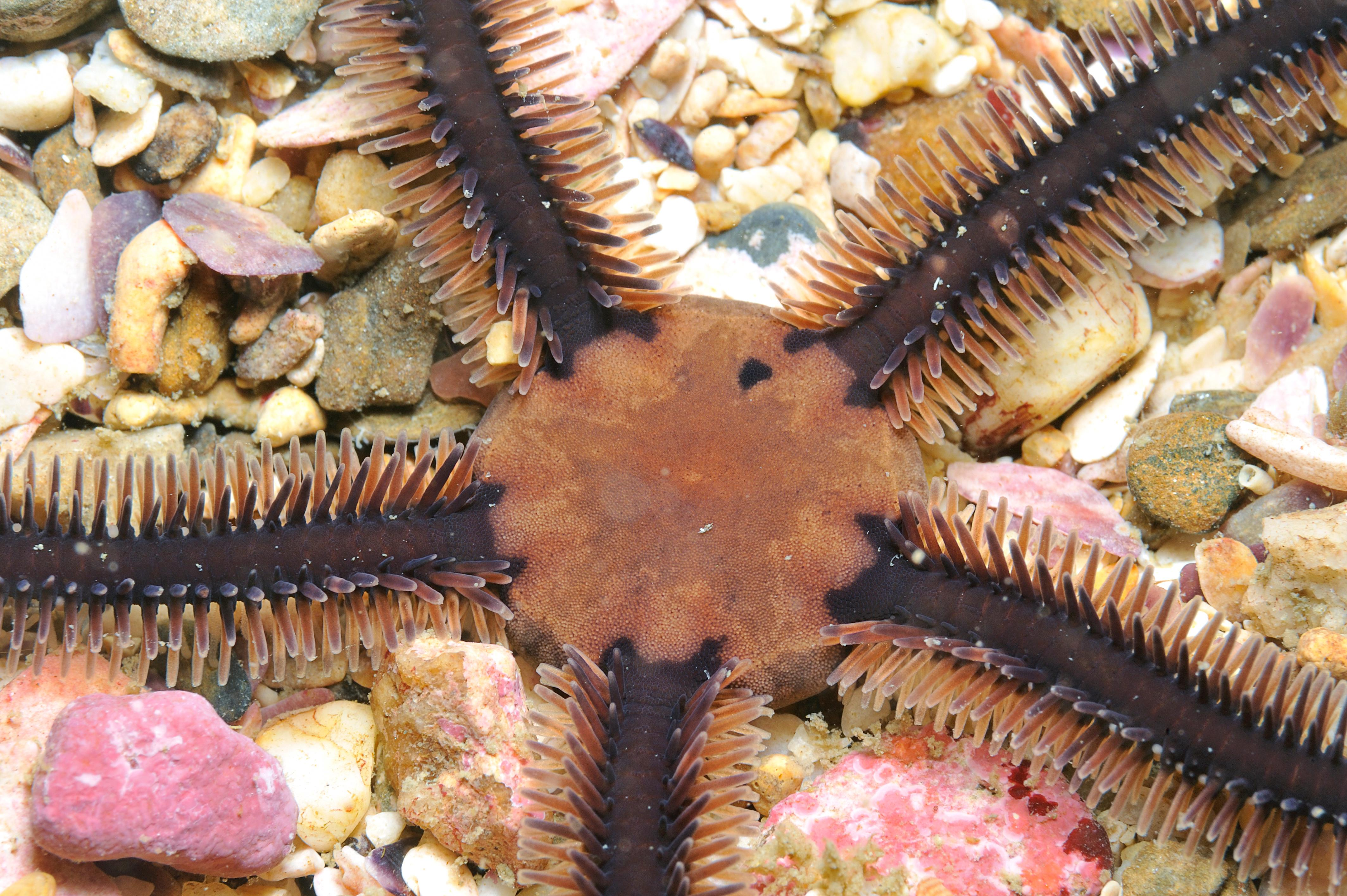
Variante particulièrement décolorée.

## Habitat et répartition
On trouve cette ophiure essentiellement en Europe, en Atlantique du Nord-Est et Méditerranée.
Son habitat de prédilection est dans les fonds détritiques, rocheux, ou sableux-vaseux, à une profondeur variant de la surface à près de 400 m de profondeur. Ophiocomina nigra se trouve le long de la bande littorale, affectionnant les eaux riches en nutriments, turbides ou polluées. On la trouve donc logiquement dans les ports et les embouchures d'égouts, parfois en densités importantes.

## Écologie et comportement

### Alimentation
L'ophiure est omnivore opportuniste à tendance charognarde, pouvant manger des particules en suspension, des débris organiques, des feutrages bactériens, mais aussi des charognes ou même exercer une chasse à de petits animaux vivants.

### Reproduction
La reproduction est gonochorique, et mâles et femelles relâchent leurs gamètes en même temps grâce à un signal phéromonal, en pleine eau, où œufs puis larves (appelées ophiopluteus) vont évoluer parmi le plancton pendant quelques semaines avant de rejoindre le sol.